# КК Визура
КК Визура је био српски кошаркашки клуб из Београда. Такмичио се у Кошаркашкој лиги Србије.

## Историја
Клуб је основан 2003. године под именом КК Визура. Године 2005. се спојио са клубом КК Ушће и оформио нови клуб КК Визура Ушће. Од 2007. године је поново носио име КК Визура да би се 2009. године спојио са клубом Мега Визура.

## Познатији играчи
- Стефан Синовец
- Слободан Дунђерски
- Стеван Јеловац
- Александар Глинтић
- Марко Ђурковић